# Kim Sung-Gan
Kim Sung-Gan, född 17 november 1912 i Pyongyang, död 29 maj 1984, var en japansk fotbollsspelare.